# Chmel Blšany
Fotbalový klub Chmel Blšany – czeski klub piłkarski założony w 18 stycznia 1946 w miejscowości Blšany, pod nazwą Sokol. W sezonach od 1998/1999 do 2005/2006 występujący w pierwszej lidze czeskiej. Od 2014 roku borykał się z wielkimi problemami finansowymi i ostatecznie 26 sierpnia 2016, ogłosił bankructwo i został rozwiązany.
Do klubu należy światowy rekord. Gdy Chmel awansował do Gambrinus ligi, miejscowość Blšany, ówcześnie licząca 389 mieszkańców, stała się najmniejszym na świecie obiektem piłkarskiej ekstraklasy.

## Nazwy
- 1946–1966: Sokol Blšany
- 1966–1985: Tělovýchovná jednota Sokol Blšany (TJ Sokol Blšany)
- 1985–1990: Tělovýchovná jednota Jednotného zemědělského družstva Blšany (TJ JZD Blšany)
- 1990–1991: Sportovní klub Chmel Blšany (SK Chmel Blšany)
- 1992–2016: Fotbalový klub Chmel Blšany (FK Chmel Blšany)

## Osiągnięcia
- 6. miejsce w 1. lidze – 1998/1999
- Półfinał Pucharu Czech – 2000/2001
- Półfinał Pucharu Intertoto – 2000, 2001

## Znani gracze
- Aleš Chvalovský
- Petr Čech
- Václav Drobný
- Patrik Gedeon
- Roman Hogen
- Bartolomej Juraško
- Martin Müller
- Tomáš Pešír
- Jan Šimák
- Karel Tichota
- Jan Velkoborský
- Luděk Zelenka

## Europejskie puchary
Legenda do wszystkich tabel:
- Q – runda eliminacyjna, 1/16, 1/8, 1/4, 1/2 – odpowiednia faza rozgrywek, Grupa – runda grupowa, 1r gr – pierwsza runda grupowa, 2r gr – druga runda grupowa, F – finał, R – runda, PO – play-off
- k. – rzuty karne, los. – losowanie, Dogr. – dogrywka, w. – zasada bramek strzelonych na wyjeździe

| Sezon | Rozgrywki        | Runda | Przeciwnik      | Dom | Wyjazd | Ogólnie |
| ----- | ---------------- | ----- | --------------- | --- | ------ | ------- |
| 2000  | Puchar Intertoto | 2R    | Dniapro Mohylew | 6–2 | 2–0    | 8–2     |
| 2000  | Puchar Intertoto | 3R    | Kalamata        | 5–0 | 3–0    | 8–0     |
| 2000  | Puchar Intertoto | 1/2   | Sigma Ołomuniec | 0–0 | 1–3    | 1–3     |
| 2001  | Puchar Intertoto | 3R    | Pobeda          | 0–0 | 1–0    | 1–0     |
| 2001  | Puchar Intertoto | 1/2   | Brescia         | 1–2 | 2–2    | 3–4     |